# Unión Deportiva Canarias
La Unión Deportiva Canarias fue un equipo de fútbol venezolano que participó en el campeonato amateur (Liga Venezolana de Fútbol) y la era profesional (Primera División de Venezuela).

## Historia
La Unión Deportiva Canarias fue fundada en 1962. Su nombre estaba ligado a los orígenes de sus fundadores, los cuales provenían de las Islas Canarias, por lo que el club se convirtió rápidamente en el buque insignia de la comunidad canaria en Venezuela.
En el año de su fundación fueron los primeros en coronarse como campeones de la Segunda División. Posteriormente ganan la Copa Venezuela en 1963, después de una victoria en la final contra el Tiquire Flores de Maracay. La temporada siguiente el club volvió a alcanzar la final de la copa, sin embargo no pudo al perder en la final con Tiquire Flores. 
La temporada de 1968 hace que el club vuelva a brillar. Dirigidos por Manuel Arias, la Unión Deportiva logra dominar la primera fase del campeonato nacional al conseguir una ventaja de ocho puntos al Deportivo Italia, su más cercano perseguidor. En la segunda fase resultarían campeón de la liga con 15 puntos por delante del Deportivo Italia y el Deportivo Portugués. A su vez el club consigue su segundo título en la Copa Venezuela al superar al Lara Fútbol Club. El éxito en la liga le permite clasificarse a la Copa Libertadores 1969, sin embargo en dicho torneo no pudo pasar la fase de grupos.
La temporada siguiente, 1969, el club no puede retener su título de liga, terminando en cuarta posición liderada por el Deportivo Galicia. Sin embargo, sigue confirmando su éxito al alcanzar la final de la Copa Venezuela otra vez, pero pierde frente al Deportivo Galicia. Este puesto final permite a la Unión Deportiva para participar en una nueva competencia establecida por la CONMEBOL, la Copa Ganadores de Copa (Deportivo Galicia ya estaba clasificado para la Copa Libertadores de América). El club conseguiría dos empates 0-0 contra el CD El Nacional de Ecuador y del Club Libertad de Paraguay, el segundo lugar en el grupo no es suficiente para continuar la aventura.
La falta de buenos resultados, la llegada de los problemas económicos y la pérdida de interés por parte del público se tomaron de la mano para que la UD Canarias empezara su proceso de desaparición. Después de la temporada 1974 el club se fusiona con el Tiquire Flores Fútbol Club de Maracay para dar paso al Tiquire-Canarias. Regresó con su nombre original en 1977, cuando el campeonato se había expandido a 12 equipos. La vuelta es difícil, con un final pasado del lugar y dos victorias en veintidós juegos. La mejoría es de corta desde 1979, año de fundación de la Segunda División de Venezuela, el club que para ese entonces se llamaría Miranda-Canarias terminó en 11º en el penúltimo lugar, y por lo tanto, queda relegado. Esta es la última aparición del club desapareciendo al final de la temporada.

## Palmarés
- Primera División de Venezuela (1): 1968
- Segunda División de Venezuela (1): 1962
- Copa Venezuela (2): 1963 y 1968
  - Subcampeón (3): 1964, 1966 y 1969